# Équipe de Suisse de football en 1994
Cet article présente les résultats de l'équipe de Suisse de football lors de l'année 1994. En avril et juin, elle rencontre pour la première fois les équipes de République tchèque et de Bolivie.

## Bilan
|           | Nombre de matchs | Victoires | Défaites | Matchs nuls | Buts marqués | Buts encaissés |
| Domicile  | 5                | 5         | 0        | 0           | 11           | 2              |
| Extérieur | 4                | 2         | 1        | 1           | 5            | 4              |
| Neutre    | 6                | 2         | 2        | 2           | 10           | 8              |
| Total     | 15               | 9         | 3        | 3           | 26           | 14             |

## Matchs et résultats
| Match amical                                | États-Unis     | 1 - 1   | Suisse       | Fullerton Stadium (en), Fullerton                         |                                                           |
| 22 janvier 1994 · Historique des rencontres | Egli 88e (csc) | (0 - 0) | 64e Fournier | Spectateurs : 10 173 Arbitrage : Rodrigo Sequeira Badilla | Spectateurs : 10 173 Arbitrage : Rodrigo Sequeira Badilla |
| 22 janvier 1994 · Historique des rencontres | Rapport        |         |              | Spectateurs : 10 173 Arbitrage : Rodrigo Sequeira Badilla | Spectateurs : 10 173 Arbitrage : Rodrigo Sequeira Badilla |

| Match amical                                | Suisse                                      | 5 - 1   | Mexique   | Coliseum, Oakland                                    |                                                      |
| 26 janvier 1994 · Historique des rencontres | Subiat 6e 54e · Bonvin 26e · Grassi 66e 87e | (2 - 0) | 31e Durán | Spectateurs : 23 182 Arbitrage : Esfandiar Baharmast | Spectateurs : 23 182 Arbitrage : Esfandiar Baharmast |
| 26 janvier 1994 · Historique des rencontres | Rapport                                     |         |           | Spectateurs : 23 182 Arbitrage : Esfandiar Baharmast | Spectateurs : 23 182 Arbitrage : Esfandiar Baharmast |

| Match amical                            | Hongrie     | 1 - 2   | Suisse                  | Nepstadion, Budapest                             |                                                  |
| 9 mars 1994 · Historique des rencontres | Eszenyi 75e | (0 - 2) | 10e Sforza · 32e Subiat | Spectateurs : 5 000 Arbitrage : Ladislav Gadoshi | Spectateurs : 5 000 Arbitrage : Ladislav Gadoshi |
| 9 mars 1994 · Historique des rencontres | Rapport     |         |                         | Spectateurs : 5 000 Arbitrage : Ladislav Gadoshi | Spectateurs : 5 000 Arbitrage : Ladislav Gadoshi |

| Match amical                              | Suisse                               | 3 - 0   | Tchéquie | Hardturm, Zurich                               |                                                |
| 20 avril 1994 · Historique des rencontres | Chapuisat 12e 38e · Bregy 28e (pen.) | (3 - 0) |          | Spectateurs : 16 200 Arbitrage : Marnix Sandra | Spectateurs : 16 200 Arbitrage : Marnix Sandra |
| 20 avril 1994 · Historique des rencontres | Rapport                              |         |          | Spectateurs : 16 200 Arbitrage : Marnix Sandra | Spectateurs : 16 200 Arbitrage : Marnix Sandra |

| Match amical                            | Suisse                  | 2 - 0   | Liechtenstein | Stade Saint-Jacques, Bâle                    |                                              |
| 27 mai 1994 · Historique des rencontres | Herr 30e · Hottiger 65e | (1 - 0) |               | Spectateurs : 13 100 Arbitrage : Alain Hamer | Spectateurs : 13 100 Arbitrage : Alain Hamer |
| 27 mai 1994 · Historique des rencontres | Rapport                 |         |               | Spectateurs : 13 100 Arbitrage : Alain Hamer | Spectateurs : 13 100 Arbitrage : Alain Hamer |

| Match amical                            | Italie      | 1 - 0   | Suisse | Stade olympique, Rome                                    |                                                          |
| 3 juin 1994 · Historique des rencontres | Signori 24e | (1 - 0) |        | Spectateurs : 38 019 Arbitrage : Juan Manuel Brito Arceo | Spectateurs : 38 019 Arbitrage : Juan Manuel Brito Arceo |
| 3 juin 1994 · Historique des rencontres | Rapport     |         |        | Spectateurs : 38 019 Arbitrage : Juan Manuel Brito Arceo | Spectateurs : 38 019 Arbitrage : Juan Manuel Brito Arceo |

| Match amical                             | Suisse  | 0 - 0 | Bolivie | Complexe sportif Claude-Robillard, Montréal   |                                               |
| 11 juin 1994 · Historique des rencontres |         |       |         | Spectateurs : 4 655 Arbitrage : Stephen Lodge | Spectateurs : 4 655 Arbitrage : Stephen Lodge |
| 11 juin 1994 · Historique des rencontres | Rapport |       |         | Spectateurs : 4 655 Arbitrage : Stephen Lodge | Spectateurs : 4 655 Arbitrage : Stephen Lodge |

| Coupe du monde 1994 Groupe A             | États-Unis  | 1 - 1   | Suisse    | Pontiac Silverdome, Pontiac                               |                                                           |
| 18 juin 1994 · Historique des rencontres | Wynalda 45e | (1 - 1) | 40e Bregy | Spectateurs : 73 425 Arbitrage : Francisco Oscar Lamolina | Spectateurs : 73 425 Arbitrage : Francisco Oscar Lamolina |
| 18 juin 1994 · Historique des rencontres | Rapport     |         |           | Spectateurs : 73 425 Arbitrage : Francisco Oscar Lamolina | Spectateurs : 73 425 Arbitrage : Francisco Oscar Lamolina |

| Coupe du monde 1994 Groupe A             | Roumanie | 1 - 4   | Suisse                                    | Pontiac Silverdome, Pontiac                  |                                              |
| 22 juin 1994 · Historique des rencontres | Hagi 36e | (1 - 1) | 17e Sutter · 53e Chapuisat · 66e 73e Knup | Spectateurs : 61 428 Arbitrage : Neji Jouini | Spectateurs : 61 428 Arbitrage : Neji Jouini |
| 22 juin 1994 · Historique des rencontres | Rapport  |         |                                           | Spectateurs : 61 428 Arbitrage : Neji Jouini | Spectateurs : 61 428 Arbitrage : Neji Jouini |

| Coupe du monde 1994 Groupe A             | Suisse  | 0 - 2   | Colombie                 | Stanford Stadium, Palo Alto                      |                                                  |
| 26 juin 1994 · Historique des rencontres |         | (0 - 1) | 44e Gaviria · 90e Lozano | Spectateurs : 83 401 Arbitrage : Peter Mikkelsen | Spectateurs : 83 401 Arbitrage : Peter Mikkelsen |
| 26 juin 1994 · Historique des rencontres | Rapport |         |                          | Spectateurs : 83 401 Arbitrage : Peter Mikkelsen | Spectateurs : 83 401 Arbitrage : Peter Mikkelsen |

| Coupe du monde 1994 Huitième de finale     | Espagne                                           | 3 - 0   | Suisse | RFK Stadium, Washington                             |                                                     |
| 2 juillet 1994 · Historique des rencontres | Hierro 15e · Enrique 74e · Begiristain 87e (pen.) | (1 - 0) |        | Spectateurs : 53 121 Arbitrage : Mario van der Ende | Spectateurs : 53 121 Arbitrage : Mario van der Ende |
| 2 juillet 1994 · Historique des rencontres | Rapport                                           |         |        | Spectateurs : 53 121 Arbitrage : Mario van der Ende | Spectateurs : 53 121 Arbitrage : Mario van der Ende |

| Match amical                                 | Suisse     | 1 - 0   | Émirats arabes unis | Tourbillon, Sion                              |                                               |
| 6 septembre 1994 · Historique des rencontres | Sutter 21e | (1 - 0) |                     | Spectateurs : 3 500 Arbitrage : Georges Ramos | Spectateurs : 3 500 Arbitrage : Georges Ramos |
| 6 septembre 1994 · Historique des rencontres | Rapport    |         |                     | Spectateurs : 3 500 Arbitrage : Georges Ramos | Spectateurs : 3 500 Arbitrage : Georges Ramos |

| Éliminatoires de l'Euro 1996                | Suisse                                                        | 4 - 2   | Suède                     | Wankdorf, Berne                                       |                                                       |
| 12 octobre 1994 · Historique des rencontres | Ohrel 36e · Blomqvist 64e (csc) · Sforza 79e · Türkyılmaz 80e | (1 - 1) | 5e Andersson · 61e Dahlin | Spectateurs : 24 000 Arbitrage : David Roland Elleray | Spectateurs : 24 000 Arbitrage : David Roland Elleray |
| 12 octobre 1994 · Historique des rencontres | Rapport                                                       |         |                           | Spectateurs : 24 000 Arbitrage : David Roland Elleray | Spectateurs : 24 000 Arbitrage : David Roland Elleray |

| Éliminatoires de l'Euro 1996                 | Suisse     | 1 - 0   | Islande | La Pontaise, Lausanne                      |                                            |
| 16 novembre 1994 · Historique des rencontres | Bickel 45e | (1 - 0) |         | Spectateurs : 15 800 Arbitrage : Pat Kelly | Spectateurs : 15 800 Arbitrage : Pat Kelly |
| 16 novembre 1994 · Historique des rencontres | Rapport    |         |         | Spectateurs : 15 800 Arbitrage : Pat Kelly | Spectateurs : 15 800 Arbitrage : Pat Kelly |

| Éliminatoires de l'Euro 1996                 | Turquie   | 1 - 2   | Suisse                 | Ali-Sami-Yen, Istanbul                           |                                                  |
| 14 décembre 1994 · Historique des rencontres | Çetin 40e | (1 - 2) | 7e Koller · 16e Bickel | Spectateurs : 22 516 Arbitrage : Ion Crăciunescu | Spectateurs : 22 516 Arbitrage : Ion Crăciunescu |
| 14 décembre 1994 · Historique des rencontres | Rapport   |         |                        | Spectateurs : 22 516 Arbitrage : Ion Crăciunescu | Spectateurs : 22 516 Arbitrage : Ion Crăciunescu |